# Euproutia aggravaria
Euproutia aggravaria är en fjärilsart som beskrevs av Achille Guenée 1858. Euproutia aggravaria ingår i släktet Euproutia och familjen mätare. Inga underarter finns listade i Catalogue of Life.